# نظام الدفاع الجوي كمين 2
منظومة الدفاع الجوي كمين 2: هي منظومة دفاعية متكاملة متنقلة إيرانية التصميم والتصنيع. وتُعَد الأحدث من بين المنظومات الصاروخية الإيرانية المتنقلة وأكثرها تطوراً. تم الإعلان الرسمي عنها سنة 2018م، خلال الاستعراض العسكري الذي أُجريَ في العاصمة الإيرانية طهران بيوم الجيش الإيراني. تُستَخدَم هذه المنظومة الصاروخية لرصد واستهداف أنواع الطائرات من دون طيار، وكذلك الطائرات المأهولة والمروحيات التي تحلق على ارتفاعات منخفضة. حيث تستطيع رصد الأهداف من على بعد 100 كيلومتر. ان منظومة كمين-2 هي نسخة محدثة من منظومة الدفاع الجوي المتوسطة والقصيرة المدى (مرصاد)، المصنوعة من قبل المهندسين الإيرانيين في عام 2010م والمخصصة لصواريخ أرض-جو، وتُعَد إحدى المنظومات المصنعة وطنياً بالكامل داخل جمهورية إيران لقوة الدفاع الجوي بالجيش الإيراني على يد خبراء وزارة الدفاع الإيرانية، والتي تُستَخدَم للإرتفاع المتوسط. ومهمتها کشف ورصد الطائرات المسيرة المعادية وصواريخ كروز وحتى الصواريخ الباليستية. وتُعتبَر جمهورية إيران من بين عدد قليل من دول العالم الرائدة في مجال إنتاج أنظمة الدفاع الجوي.

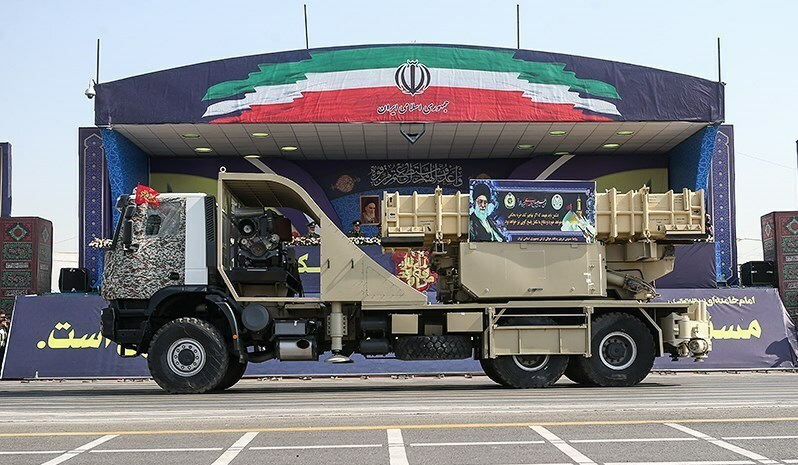
نظام الدفاع الجوي كمين-2، خلال عرض عسكري جنوب طهران عام 2019م

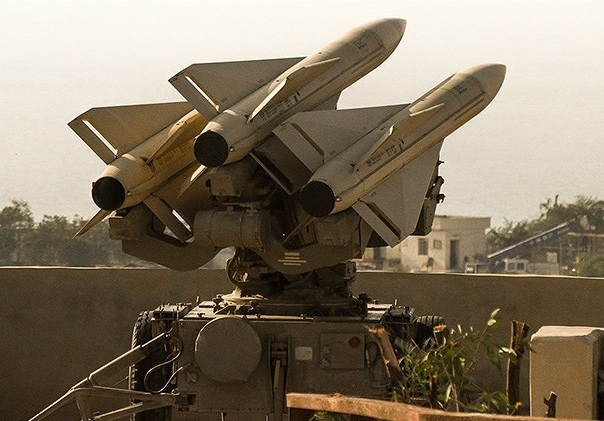
صواريخ شلمجه الجويه منصوبة على منظومة مرصاد الصاروخية للدفاع الجوي، يذكر أن منظومة الدفاع الجوي كمين نسخة محدثة عن هذه المنظومة

## نبذة عن المنظومات الصاروخية للدفاع الجوي في جمهورية إيران
استطاعت الصناعات الدفاعية في الجمهورية الإيرانية خلال السنوات الماضية تحقيق نجاحات لافتة في تصميم وإنتاج مختلف أنواع منظومات الدفاع الجوي. وهذه الإنجازات تشمل عدداً من المنظومات الرادارية، المنظومات الصاروخية، منظومات الكشف، التحكم والتوجيه، وقد استطاع الخبراء الإيرانيون وبقدرات داخلية من تصميم وإنتاج كافة مستلزمات هذه المنظومات التي دخل العديد منها الخدمة العملية ضمن وحدات الدفاع الجوي في القوات المسلحة الإيرانية. وتحظى المنظومات الصاروخية المتنقلة بأهمية فائقة في حماية سماء جمهورية إيران، نظراً للنمط المتسارع لتطور الأسلحة المضادة للإشعاع، إذ شكل هذا الأمر إستراتيجية هامة لدى القوات المسلحة الإيرانية في مجال صناعات الدفاع الجوي، بناءً على توجيهات القائد العام للقوات المسلحة الإيرانية. وتؤدي الأنظمة الدفاعية التي تتشكل من معدات الكشف وتحديد الهوية والأسلحة وقسم التجهيز والإتصالات، دوراً هاماً للغاية في المواجهات العسكرية. لو تمعنا بما يحصل أثناء الحروب والمواجهات، نرى ان الأنظمة الدفاعية كانت ولازالت الأكثر أهمية من حيث العمليات التنفيذية والجانب النفسي في تلك المواجهات. وتشكل أنظمة الدفاع الجوي الأولوية لدى القوات المسلحة في الجمهورية الإيرانية، إذ إنها تُعَد الخط الأمامي في جبهة المواجهات، سيما أن القائد العام للقوات المسلحة الإيرانية سبق وأكد على هذا الأمر قائلاً: «أن مقر الدفاع الجوي الإيراني يشكل الخط الأمامي في الدفاع عن البلاد وأنه بمثابة كرامة البلاد وكيانه». وأحد الإستراتيجيات التي طالما أكد عليها القائد العام للقوات المسلحة الإيرانية في مجال الدفاع الجوي، هو تزويد أنظمة الدفاع الجوي بإمكانية التنقل، ما شكل حافزاً هاماً لدى القوات المسلحة للتوصل إلى إنجازات ملحوظة في تصميم وتطوير الدفاعات الجوية وصنع أنظمة صاروخية متنقلة.

## خصائص المنظومة
ان من خصائص هذه المنظومة المخصصة للدفاع الجوي هي قدرتها على رصد الأهداف من على بعد 100 كيلومتر. وأفاد مراسل وكالة مهر للأنباء ان هذه المنظومة الصاروخية تُستَخدَم لاعتراض جميع الأهداف الطائرة بدون طيار على ارتفاعات منخفضة، وتم تصنيعها من قبل المتخصصين الإيرانيين وفقاً لأحدث التقنيات العالمية. يذكر ان منظومة «كمين 2» هي نسخة مطورة من منظومة مرصاد الصاروخية، وقد تم اختبارها خلال مناورات الدفاع الجوي، ودخلت الخدمة بالجيش الإيراني.

## عرض المنظومة
أقدمت جمهورية إيران سنة 2018م على عرض منظومة الدفاع الجوي الصاروخية كمين-2 وذلك أثناء الاستعراض العسكري بمناسبة يوم الجيش الإيراني باعتبارها أحدث منظومة صاروخية محلية الصنع. حيث قام الجيش الإيراني بتنفيذ عدد من الاستعراضات بشكل متزامن وذلك بمناسبة عيد الجيش. واستعرض الجيش الإيراني قسماً من التجهيزات العسكرية خلال الاستعراض، بما فيها: منظومة «إس 300»، وصاروخ «إس 200»، ومنظومة «طبس» الصاروخية، وقاذفة إطلاق صواريخ «تلاش» ومنظومة «صياد 2» الصاروخية، ومنظومة الصواريخ المتحركة «كمين 2» ومنظومة الدفاع الجوي الآلية المتحركة (بهمن) والمجهزة بمدفعي قذائف من عيار 57 ملم، ومنظومة نور الصاروخية (عربة رادار إضافةً إلى 5 عربات لإطلاق الصواريخ). وبحسب وكالة تسنيم الدولية للأنباء، حلقت مروحيات هجومية واستطلاع تابعة للجيش الإيراني فوق مرقد مؤسس جمهورية إيران بالتزامن مع الاستعراض العسكري الذي يجريه الجيش في العاصمة طهران بمناسبة اليوم الوطني للجيش.

## معرض الصور

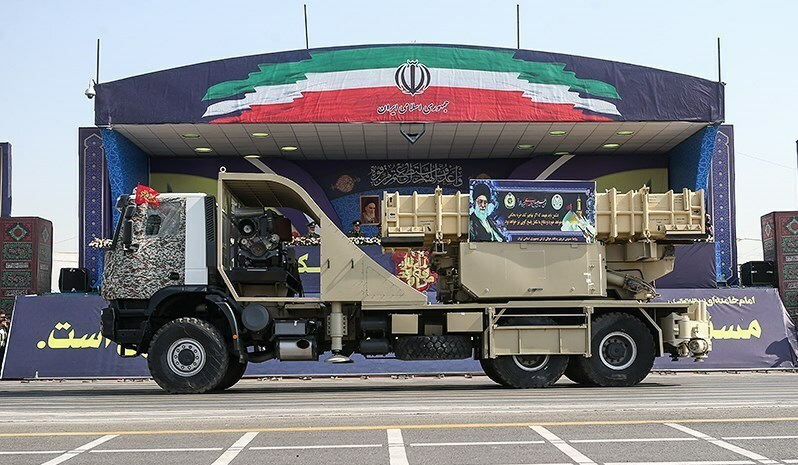
نظام الدفاع الجوي كمين-2، خلال عرض عسكري جنوب طهران عام 2019م

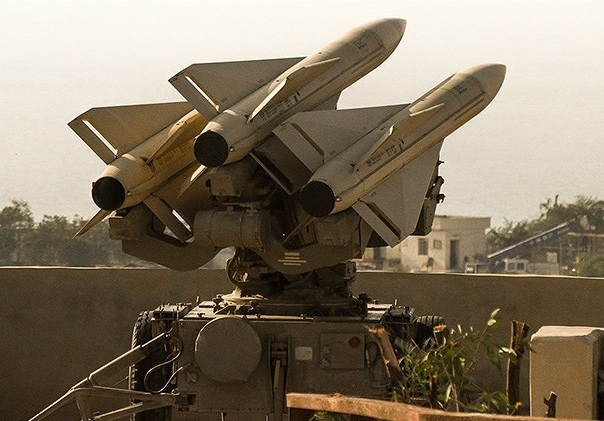
صواريخ شلمجه الجويه منصوبة على منظومة مرصاد الصاروخية للدفاع الجوي، يذكر أن منظومة الدفاع الجوي كمين نسخة محدثة عن هذه المنظومة

## طالع ايضاً
- أس - 300
- سيمرغ (صاروخ)
- نور (صاروخ)
- مهاجر (طائرة بدون طيار)
- غواصة غدير
- حرس الثورة الإسلامية
- زورق ذو الفقار الصاروخي
- عماد (صاروخ باليستي)
- نازعات (عائلة صواريخ)
- صاروخ توسن المضاد للدروع
- سومار (صاروخ جوال)
- قيام 1 (صاروخ باليستي)
- سفير (عائلة صواريخ)
- مدفع عاصفه الرشاش
- قناص شاهر
- معراج (طائرة بدون طيار)
- صاروخ سجيل
- صاروخ شهاب 3
- طربيد والفجر
- صاروخ رضوان الباليستي
- مروحية شاهد 285
- زورق ذو الفقار الصاروخي